# Список населённых пунктов Чернского района Тульской области
Список населённых пунктов Чернского района Тульской области России.
В муниципальном районе образовано 8 муниципальных образований: два городских поселения и 6 сельских поселений

## городское поселение Чернь
1. пгт. Чернь

## рабочий поселокСтанция Скуратово
1. п. Скуратовский
2. п. Ленина 1
3. п. Ленина 2

## Большескуратовское сельское поселение
(включает 42 населённых пункта)
1. д. Александровка
2. д. Байденка
3. д. Большая Рябая
4. д. Бунаково
5. д. Гринево
6. д. Гуньково
7. д. Долматово
8. д. Ильинка
9. д. Каверино
10. д. Калиновка
11. д. Кукуевка
12. д. Льгово
13. д. Медвежка
14. д. Плотицино Первое
15. д. Плотицино Второе
16. д. Подберезово
17. д. Ползиково
18. д. Сидорово
19. д. Синюково
20. д. Филатьево
21. д. Хмелевая
22. п. Воропаевский
23. п. Каменный Холм
24. п. Красная Нива
25. п. Краснопрудский
26. п. Круглая Поляна
27. п. Облучье
28. п. Скуратовский
29. п. Толстовский
30. п. Хрущи
31. п. Ясный Уголок
32. с. Богослово
33. с. Большое Скуратово
34. с. Бредихино Первое
35. с. Бредихино Второе
36. с. Кудиново
37. с. Николо-Вяземское
38. с. Спасское
39. с. Старухино
40. с. Хмелины
41. с. Шушмино
42. ст. Чернь

## Кожинское сельское поселение
(включает 30 населённых пунктов)
1. д. Богородское
2. д. Бруски
3. д. Донок
4. д. Кожинка
5. д. Красивка
6. д. Лутово
7. д. Нагаево-Карбоньер
8. д. Новоселки
9. д. Петровское
10. д. Пишково
11. д. Пишково-Слобода
12. д. Рассоха
13. д. Розка
14. д. Сторожевое
15. д. Тимирязево
16. д. Уготь
17. д. Шаталово
18. п. Красная Звезда
19. п. Украинец
20. п. Южный
21. с. Архангельское
22. с. Бортное
23. с. Ержино
24. с. Лужны
25. с. Репно-Никольское
26. с. Успенское
27. с. Черноусово
28. сл. Заречная
29. сл. Миллионная
30. х. Шагаев

## Крестовское сельское поселение
(включает 33 населённых пункта)
1. д. Белино
2. д. Ерино
3. д. Красные Камушки
4. д. Кресты
5. д. Малое Федулово
6. д. Медведки
7. д. Михайловка 1
8. д. Михайловка 2
9. д. Наумовка
10. д. Орловка
11. д. Паринцево
12. д. Покровское
13. д. Прилепы
14. д. Синегубово 1
15. д. Синегубово 2
16. д. Синегубово 3
17. д. Снежедь 1
18. д. Снежедь 2
19. д. Сосновка
20. д. Федоровка
21. д. Хитрово
22. д. Щетинино 1
23. д. Щетинино 2
24. д. Щетинино 3
25. п. Богатый
26. п. Зарница
27. п. Звезда
28. п. Каменский
29. п. Майский
30. п. Свободный
31. п. Степной
32. с. Малое Скуратово
33. ст. Выползово

## Липицкое сельское поселение
(включает 59 населённых пунктов)
1. д. Булычи
2. д. Воскресенское Сельцо
3. д. Глебово
4. д. Гудаловка
5. д. Дмитровка
6. д. Знаменка 1
7. д. Знаменка 2
8. д. Кисарово
9. д. Кисельное
10. д. Коломенка
11. д. Косяковка
12. д. Красавка
13. д. Красавка
14. д. Красавка
15. д. Красивая Поляна
16. д. Красная Горка
17. д. Красная Слободка
18. д. Красное
19. д. Красное Озеро
20. д. Курбатово
21. д. Липицы-Зыбино
22. д. Луговка
23. д. Молчаново Левое
24. д. Молчаново Правое
25. д. Никольское
26. д. Никольское-Молчаново
27. д. Никольское-Тимофеево
28. д. Новая
29. д. Новое Никольское
30. д. Озерок
31. д. Орловка
32. д. Переймы
33. д. Селезневка
34. д. Соловьевка
35. д. Сомовка
36. д. Спасское
37. д. Спасское-Кривцово
38. д. Спасское-Шлыково
39. д. Средняя
40. д. Стреличка
41. д. Тросна
42. д. Тургенево
43. д. Черенок
44. д. Чигиринка
45. д. Юрово
46. п. Веселый
47. п. Высокий
48. п. Заречье
49. п. Красный Октябрь
50. п. Красный Путь
51. п. Липицы
52. п. Орлик
53. п. Свободный
54. п. Троицкий
55. с. Воскресенское
56. с. Липицы
57. с. Новое Покровское
58. с. Новые Горки 1
59. с. Новые Горки 2

## Полтевское сельское поселение
(включает 61 населённый пункт)
1. д. Бежин Луг
2. д. Богачевка
3. д. Большая Сальница
4. д. Большие Борзенки
5. д. Большое Кондаурово
6. д. Васильевское
7. д. Велевашево
8. д. Воробьёвка(ныне не существует)
9. д. Вязовна
10. д. Гвоздево
11. д. Глаголево
12. д. Дьяково
13. д. Жерлово-Григорьево
14. д. Жерлово-Лукино
15. д. Жерлово-Петрово
16. д. Кальна
17. д. Каратеево
18. д. Козловка
19. д. Костомарово-Юдино
20. д. Красная Горка
21. д. Красное Тургенево
22. д. Круговая
23. д. Лапино
24. д. Липицы
25. д. Лобаново
26. д. Лунино
27. д. Малая Рябая
28. д. Малая Сальница
29. д. Малое Кондаурово
30. д. Малое Шеламово
31. д. Мошерово
32. д. Натаровка
33. д. Никольское
34. д. Овсянниково
35. д. Петровское
36. д. Распопово
37. д. Русино
38. д. Сальница-Слободка
39. д. Санталово
40. д. Семендяй
41. д. Снежедь
42. д. Сухотиновка
43. д. Тургенево
44. д. Чаплыгино
45. д. Черемисино
46. д. Черемушки
47. п. Живой Ключ
48. п. Жизнь
49. п. Красный Холм
50. п. Новоселок
51. п. Революции
52. п. Снежедь
53. п. Ясное Утро
54. с. Ветрово
55. с. Костомарово
56. с. Полтево
57. с. Стекольная Слободка
58. с. Троицкое-Бачурино
59. с. Тшлыково
60. х. Дача Рог
61. х. Заводской
62. х. Цветной

## Поповское сельское поселение
(включает 42 населённых пункта)
1. д. Агничное
2. д. Ачкасово
3. д. Богородицкое
4. д. Большой Конь
5. д. Воскресеновка
6. д. Выползово
7. д. Девочкино
8. д. Есино-Гать
9. д. Западное
10. д. Знаменка
11. д. Знаменские Выселки
12. д. Кондыревка
13. д. Красный Конь
14. д. Леонтьево
15. д. Малый Конь
16. д. Михайловка
17. д. Орлик
18. д. Поповка Первая
19. д. Поповка Вторая
20. д. Проходное
21. д. Растопчино
22. д. Слободка
23. д. Старые Горки 1
24. д. Старые Горки 2
25. д. Степные Выселки
26. д. Сукманово 1
27. д. Сукманово 2
28. д. Сукманово 3
29. д. Сукмановские Выселки
30. д. Тёмное
31. п. Богатый
32. п. Дубки
33. п. Льва Толстого
34. п. Максима Горького
35. п. Михайловский
36. п. Подгорный
37. п. Спартак
38. п. Шоссе
39. с. Акинтьево 1
40. с. Акинтьево 2
41. с. Велье-Никольское
42. с. Дупны